# Bigelow (Minnesota)
Bigelow è un comune degli Stati Uniti d'America, situato nello Stato del Minnesota, nella Contea di Nobles.